# Diclazepam
Il diclazepam, conosciuto anche come clorodiazepam o 2-clorodiazepam, è uno psicofarmaco della categoria delle benzodiazepine ed è molto simile come funzioni al Diazepam; viene commercializzato da Hoffmann-La Roche di Basilea dal 1960. È stato sintetizzato dal chimico Leo Sternbach.